# Resende, Bồ Đào Nha
Resende là một huyện thuộc tỉnh Viseu, Bồ Đào Nha. Huyện này có diện tích 122 km², dân số thời điểm năm 2001 là 12370 người.